# Wyspy Instytutu Arktycznego
Wyspy Instytutu Arktycznego (ros. Острова Арктического Института) – archipelag niewielkich wysepek na Morzu Karskim, 173 km na północ od wybrzeża Syberii. Wyspy pokryte są lodem i roślinnością tundrową.
Cały archipelag znajduje się w Wielkim Rezerwacie Arktycznym.